# Ponte dei Draghi
Il ponte dei Draghi (in sloveno Zmajski most) è un ponte stradale situato a Lubiana che attraversa il fiume Ljubljanica tra Kopitarjeva ulica e Resljeva cesta a nord del mercato centrale di Lubiana. Fu costruito agli inizi del XX secolo, quando la città faceva parte dell'impero austro-ungarico. È uno dei migliori esempi di ponti in cemento armato e dello stile della Secessione viennese.
Il ponte fu originariamente dedicato all'imperatore Francesco Giuseppe I d'Austria, ma nel luglio del 1991 venne rinominato ponte dei Draghi.

## Storia
Il ponte è stato costruito durante l'amministrazione del sindaco Ivan Hribar. Ha sostituito un ponte di legno che era stato costruito nel 1819 e gravemente danneggiato dal terremoto di Lubiana del 1895.
Il nuovo ponte è stato costruito sui progetti dell'ingegnere austriaco Josef Melan. I lavori sono iniziati il 1 luglio 1900 inizialmente guidati dall'ingegnere austriaco Alexander Zabokrzycky, assistito da Filip Supančič di Lubiana.
Dopo un rallentamento, i lavori riniziarono nell'aprile del 1901 grazie all'architetto Ciril Metod Koch. Il ponte è stato solennemente aperto al traffico il 4 ottobre 1901 da Anton Bonaventura Jeglič, vescovo di Lubiana, alla presenza di molti ospiti illustri, tra cui Zaninović Melan e Brausewetter. I lavori finali furono completati definitivamente nel 1907. I draghi sono stati progettati da Zaninović Melan e prodotti in una fabbrica di Vienna. Il ponte completato è stato dedicato a Francesco Giuseppe I d'Asburgo per commemorare i quaranta anni del suo governo dal 1848 al 1888.
Nel 1983 e nel 1984 il ponte dei Draghi è stato rinnovato con calcestruzzo leggero; il suo centenario è stato celebrato nel 2001.

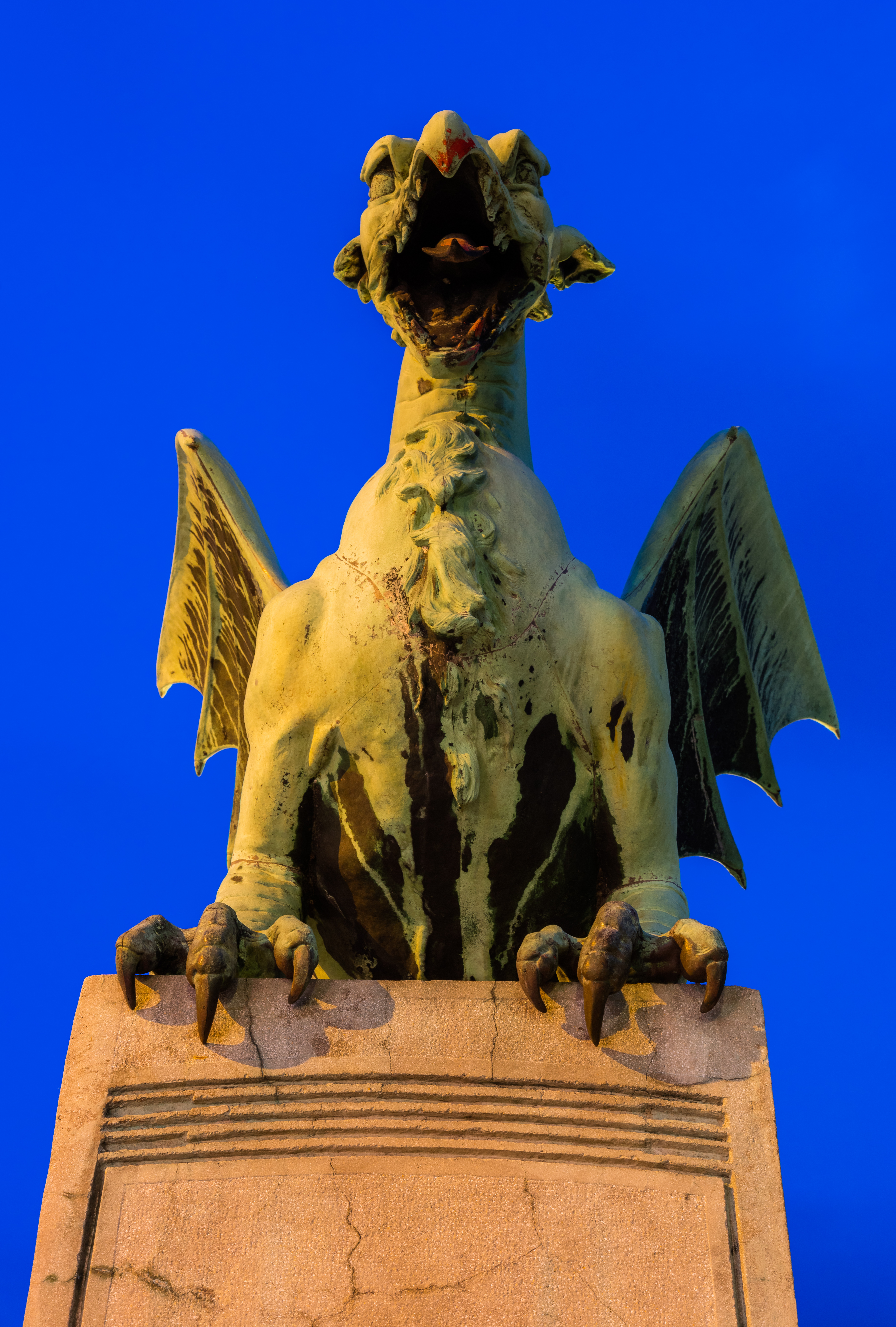
Drago
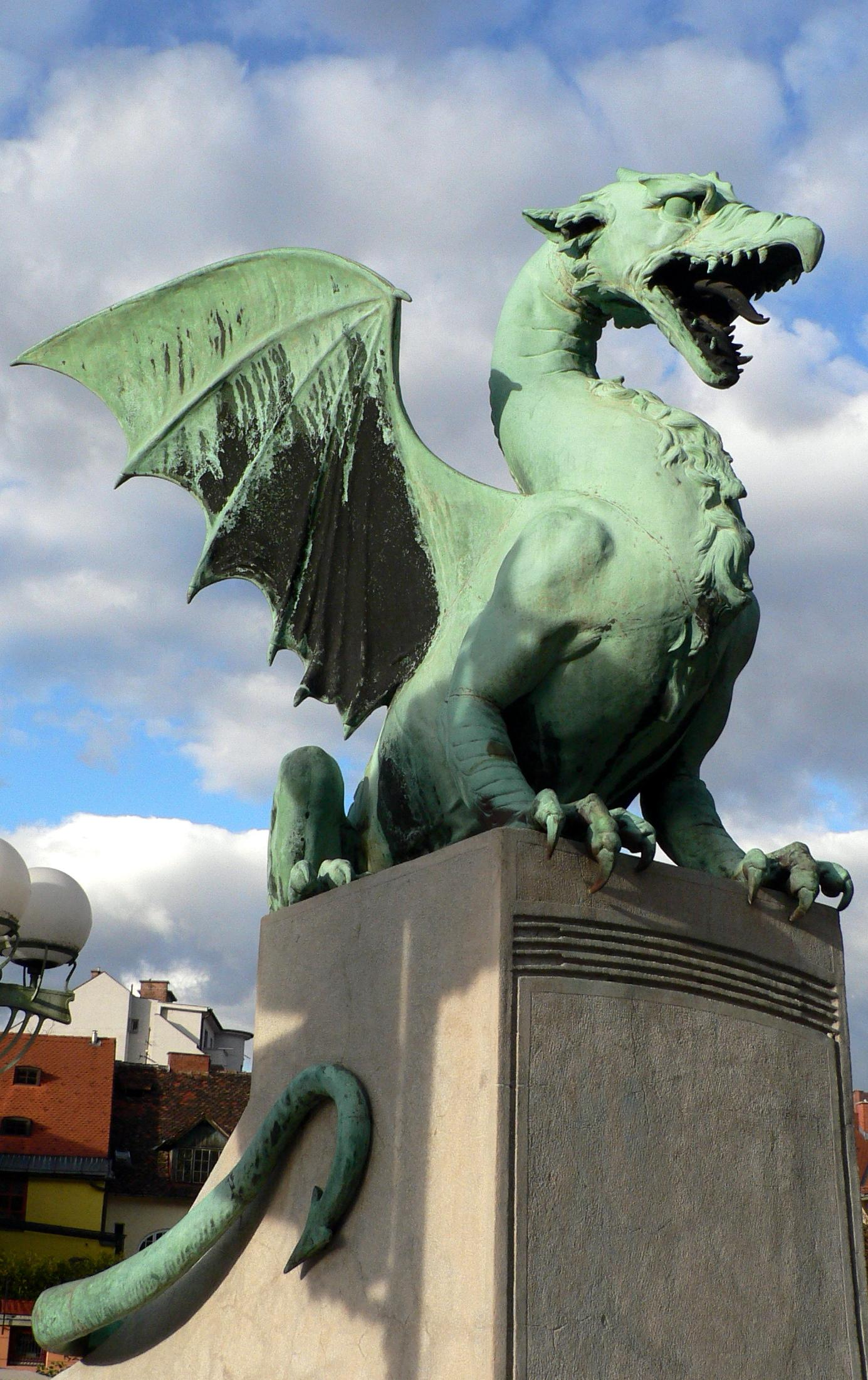
Uno dei draghi del ponte
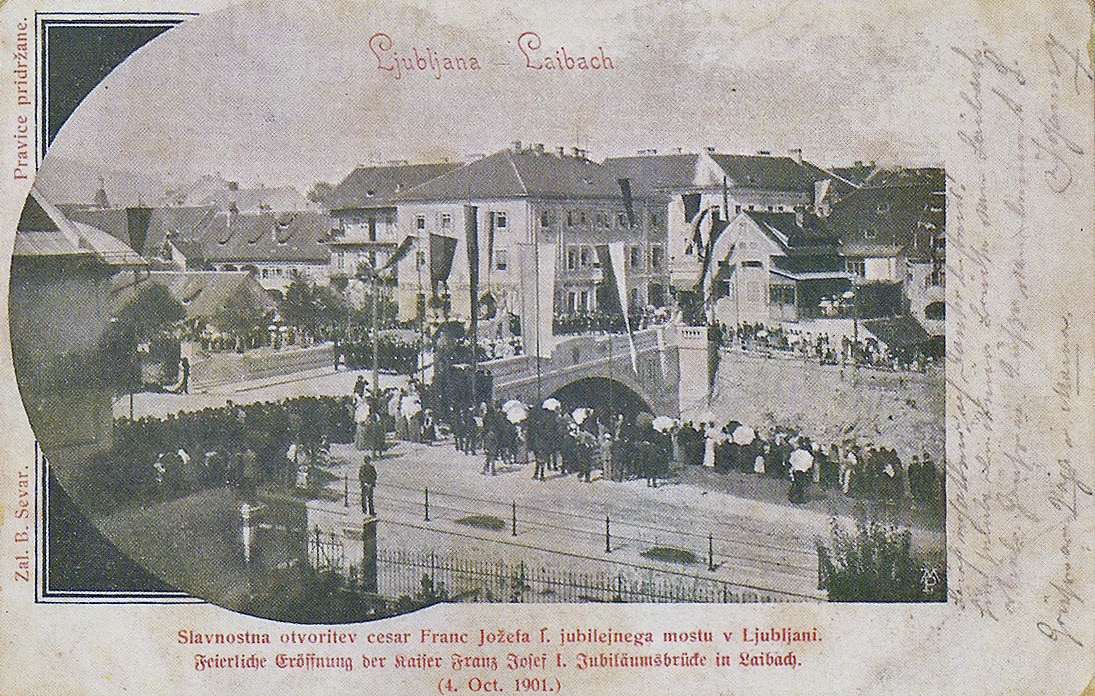
Il ponte il 4 ottobre 1901